# 東京信用金庫
東京信用金庫（とうきょうしんようきんこ、英語：The Tokyo Shinkin Bank）は、東京都豊島区に本店を置く日本の信用金庫である。

## 沿革
- 1956年（昭和31年）1月1日 - 東京山手信用金庫（旧落合信用組合、旧豊島信用組合、旧京西信用組合が1950年11月1日合併）、京北信用金庫（旧豊島長崎信用組合：1930年3月22日設立）、板橋信用金庫（旧板橋信用組合：1922年4月17日設立）が合併し成立。[1]

## 店舗
本店所在地は豊島区東池袋一丁目12番5号。

営業エリアは城北・城西地区（主に豊島区・新宿区・板橋区・練馬区）と埼玉県南部（戸田市、川口市など埼玉県下6市で展開）が中心だが、城東地区（中央区、台東区）や東京都下（西東京市）でも営業を行っている。

## その他
- 略称は「東京信金（とうきょうしんきん）[3]」で、英語表記も「Tokyo Shinkin Bank」である。以前は「東信」や「とうしん」の略称も使われていたが、投信（投資信託）や東信協 （東京都信用金庫協会）と紛らわしいこともあり、2010年頃からあまり呼ばれなくなった。[4]
- ダイヤモンド社が2022年（令和4年）1月13日に発表した「全国253信用金庫「勝ち残り」ランキング！」では、東京信用金庫が3位に選ばれた。[5]
- 売上至上主義ではなく、「最も身近で、最も頼りにされる金融機関」を目指した地域密着型の運営を行っている。[6]
- 利用者向けのサービスとして「ヨーガ教室[7]」「レインボー・ツアー 喜楽会やすらぎの旅[8]」などのユニークなイベントが多いが、新型コロナウイルスの影響で現在は全て中止されている。[9]
- 職員のワークライフバランスを重視しており、「豊島区ワーク・ライフ・バランス推進企業」に2011年（平成23年）から12年間連続して認定を受けている。[10][11]